# Immortality (Pearl Jam)
Immortality è un singolo discografico split dei Pearl Jam e dei The Frogs pubblicato nel 1995.

## Brani
Il brano Immortality è contenuto nel terzo album dei Pearl Jam, Vitalogy e oltre che come singolo fu incluso sul greatest hits della band.
Il significato del testo è molto discusso, infatti, molti ritengono che sia riguardo alla morte di Kurt Cobain, sebbene Eddie Vedder abbia negato ciò. Ha dichiarato:
Parti del testo, comparirono prima della morte di Cobain, anche se dopo quest'evento alcuni pezzi furono alterati.
Una versione acustica dal vivo fu eseguita dai Seether e può essere trovata sull'album One Cold Night.
Il secondo brano è una cover di una canzone dei Pearl Jam interpretata dai The Frogs.

## Tracce
Testi e musiche di Abbruzzese, Ament, Gossard, McCready, Vedder.
1. Pearl Jam – Immortality – 5:18
2. The Frogs – Rearviewmirror – 5:18